# Klevei Anna angol királyné
Anna angol királyné (szül. Anna klevei hercegnő, a La Marck-dinasztia tagja; németül: Anna von Jülich-Kleve-Berg; Düsseldorf, Berg hercegség 1515. szeptember 22. – Hever, Kent, Anglia, 1557. július 16.) III. János klevei herceg és Jülich-Bergi Mária hercegnő lánya, VIII. Henrik angol király negyedik felesége 1540. január 6. és július 9. között. A házasságot érvénytelenítették, és Anna ezután Angliában maradt, a király pedig fogadott húgának tekintette. Anna hunyt el a legkésőbb Henrik feleségei közül (bár nem ő volt a leghosszabb életű), túlélte Henriket és utolsó feleségét, valamint fiát is, és részt vett Henrik lánya, Mária koronázásán. Ifj. Hans Holbein két festményt festett róla 1539-ben.

## Házassága előtt
Düsseldorfban született, ami akkor Berg hercegség részét képezte. Apja a La Marck-házbeli III. János klevei herceg, aki Mark grófja, valamint felesége jogán Jülich és Berg hercege és Ravensberg grófja is volt, és 1538-ban hunyt el. Anyja Mária, Jülich-Berg hercegnője (1491–1543). Solingen mellett nőtt fel, három testvére volt, Szibilla, Vilmos és Amália. Anna apjára nagy hatással volt Erasmus, és a protestáns reformáción belül moderált álláspontot követett. Halála után egyetlen fia, Vilmos lett az új herceg; ő evangélikus volt, de a család vallásilag vegyes volt, anyjuk például katolikus. 1526-ban Szibilla feleségül ment I. János Frigyes szász választófejedelemhez, a német protestáns konföderáció vezetőjéhez.
Annát 1527-ben, 12 évesen eljegyezték Ferenccel, a későbbi I. Ferenc lotaringiai herceggel, de az eljegyzést 1535-ben felbontották. Vilmos hercegnek területi vitája volt V. Károly német-római császárral, aki VIII. Henrik angol király ellensége is volt, ezért jó ötletnek tűnt a király házassága egy klevei hercegnővel; ezt Thomas Cromwell, Henrik kancellárja is szorgalmazta. Henrik elküldte Hans Holbeint, hogy fesse le Annát és Amáliát, minél pontosabban, mert a kép alapján fog választani. A két kép, melyet Holbein festett Annáról, ma a Louvre-ban, illetve a Victoria and Albert Museumban található. 1539. október 4-én aláírták a házassági szerződést, és Anna útnak indult Angliába.

## Házassága
A pár a kezdetektől fogva nem volt összeillő. Henrik értékelte, ha egy nő művelt és kifinomult, de Annából ez hiányzott, írni és olvasni csak németül tudott, mivel azonban szelídnek és erényesnek írták le, megfelelő jelöltnek tűnt. Charles de Marillac francia nagykövet szerint Anna magas és vékony volt, közepes szépségű, de magabiztos és eltökélt. Sötét hajú volt, meglehetősen komolynak tűnt, koránál idősebbnek.
Anna először Calais-ba utazott, ahol angol nemesek nagy csoportja várta. Henrik a tervek szerint Greenwichben várt volna rá, mivel azonban türelmetlen volt, elément Rochesterbe, és kedvelt szokása szerint álruhában, álarcban beosont a terembe, ahonnan Anna épp a bikaviadalt nézte az ablakból, majd szájon csókolta a hercegnőt. Anna, aki a teremben lévőktől eltérően nem ismerte fel azonnal a királyt, ellökte magától és németül káromkodott. Henriket, akit a nők mindig rajongással és hízelgéssel vettek körül, innentől taszította a házasság gondolata, és kijelentette, Anna sokkal csúnyább, mint a képen, és félrevezették. A hercegnő nem beszélte a nyelvet, és nagyon félénk és megilletődött volt, mikor Angliába érkezett. Új hazájában egész jól megtanult kártyázni, ami Henrik egyik kedvenc foglalatossága volt. Állítólag egész nászéjszakájukat kártyázással töltötték, ami az egyetlen közös pontnak bizonyult kettejük jelleme tekintetében. Rá akarta venni Cromwellt, hogy segítsen neki kibújni házassági kötelezettsége alól, de ekkorra ez már lehetetlen volt a németek megsértése nélkül, és 1540. január 6-án a greenwichi Placentia palotában összeházasodtak. Thomas Cranmer canterburyi érsek adta össze őket. Anna áttért az anglikán felekezetbe, amit Henrik elvárt tőle. A házasságot nem hálták el, és Henrik hangot adott annak, hogy nem kedveli új feleségét.
Június 24-én a király elküldte Annát az udvarból, és július 6-án közölték vele, hogy férje meggondolta magát. Henrik kijelentette, hogy szerinte a felesége nem volt szűz. Nem sokkal ezután megkérte Annát, hogy egyezzen bele a házasság felbontásába, amit Anna megtett, így július 9-én a házasságot érvénytelenítették azon az alapon, hogy nem hálták el, valamint hogy Anna Henrik szerint nem bontotta fel korábbi eljegyzését Lotaringiai Ferenccel (a kor törvényei szerint egy fel nem bontott eljegyzés érvénytelenné tette a későbbi, mással kötött házasságot).

## A házasság után

Anna címere királynéként

Henrik bőkezűen bánt Annával: neki adta a richmondi palotát és a heveri kastélyt (utóbbi Henrik második felesége, Boleyn Anna családjának birtoka volt). Henrik hálás volt, amiért Anna könnyen belement a házasság érvénytelenítésébe, és jól bánt vele; családja tiszteletbeli tagjának tekintette, húgának szólította és gyakran meghívta az udvarba, ahol rangban rögtön a későbbi királynék és Henrik lányai után következett. Anna ezután nem hagyta el Angliát; szülei már meghaltak, bátyja pedig nem nézte jó szemmel, hogy áttért az anglikán hitre. Bár néha honvágy gyötörte, elégedett volt angliai életével.
Miután az ötödik feleséget, Catherine Howardot hűtlensége miatt lefejezték, Anna fivére, Vilmos megpróbálta rávenni Henriket, hogy vegye újra feleségül Annát, de Henrik nem volt erre hajlandó. Henrik hatodik házasságának a hírére Anna így reagált: „Parr asszony nagy terhet vesz a nyakába.” Anna túlélte Henriket, aki 1547-ben hunyt el, és az utolsó feleséget, Katherine Parrt is, aki 1548-ban vesztette életét.
1547 márciusában VI. Edward államtanácsa megkérte Annát, hogy költözzön ki rezidenciájából, a Bletchingley palotából és költözzön át Penshurstbe, hogy Bletchingleyt Thomas Cawarden foglalhassa el. Rámutattak, hogy Penshurst közelebb van Heverhez, és Henriknek is ez volt az akarata.
1553-ban, mikor Edward halála után Henrik idősebb lánya, Mária lett az új uralkodó, Anna is köszöntötte a Londonba belovagoló Máriát és Erzsébetet. Jelen volt Mária megkoronázásakor is Westminsterben. Ekkor jelent meg utoljára nyilvánosság előtt, és a továbbiakban ritkán látogatott az udvarba. Mivel az új királynő római katolikus volt, Anna ismét vallást váltott, és katolikus lett. Pár hónappal a koronázás után Anna gratuláló levelet írt Máriának abból az alkalomból, hogy a királynő házasságot kötött II. Fülöp spanyol királlyal.

## Halála
Mikor Anna betegeskedni kezdett, Mária királynő megengedte neki, hogy Chelsea Manorban éljen, ahol korábban Henrik hatodik felesége, Katherine Parr élt megözvegyülése, majd új házasságkötése után. 1557 júliusának közepén Anna lediktálta végakaratát, melyben megemlíti bátyját, egy lánytestvérét, sógornőjét, valamint Erzsébet hercegnőt (a későbbi I. Erzsébet királynőt), Norfolk hercegnéjét és Arundel grófnéját. Pénzt hagyott szolgáira és megkérte Máriát és Erzsébetet, hogy alkalmazzák őket udvartartásukban. 1557. július 16-án hunyt el, 42. születésnapja előtt két hónappal, valószínűleg rákban. A Westminsteri apátságban temették el augusztus 3-án, Hitvalló Eduárd sírjával átellenben, kicsit nehezen megtalálható sírban. Ő Henrik egyetlen felesége, akit itt temettek el.
Ő halt meg a legkésőbb Henrik feleségei közül – kilenc évvel élte túl Katherine Parrt –, de nem ő volt a leghosszabb életű, Aragóniai Katalin, az első feleség ötvenévesen hunyt el.
Henrik és Anna házasságuk érvénytelenítése után valószínűleg barátok voltak, amit az is mutat, hogy Henrik húgának szólította és bőkezű adományokkal látta el.

## További irodalom
- Fraser, Antonia: VIII. Henrik hat felesége, Budapest, Európa Könyvkiadó, 1997 (eredeti kiadás: F., A.: The Six Wives of Henry VIII, London, Mandarin, 1993)
- Panzer, Marita A.: Nők az angol trónon - Anglia királynői és királynéi, Budapest, GABO, 2007 (eredeti kiadás: P., M. A.: Englands Königinnen. Von den Tudors zu den Windsors, Regensburg, Verlag Friedrich Pustet, 2001)